# 吕迪耶斯
吕迪耶斯（法語：Ludiès，法語發音：[lydjɛs]）是法国阿列日省的一个市镇，属于帕米耶区。

## 地理
吕迪耶斯（43°7'6"N, 1°42'52"E）面积1.87 平方千米，位于法国奧克西塔尼大區阿列日省，该省份为法国西南部内陆省份，西部和北部与上加龙省接壤，东临奥德省，东南至东比利牛斯省接壤，南与安道尔和西班牙接壤。
与吕迪耶斯接壤的市镇（或旧市镇、城区）包括：勒卡尔拉雷、圣阿马杜、圣费利德图尔内加。

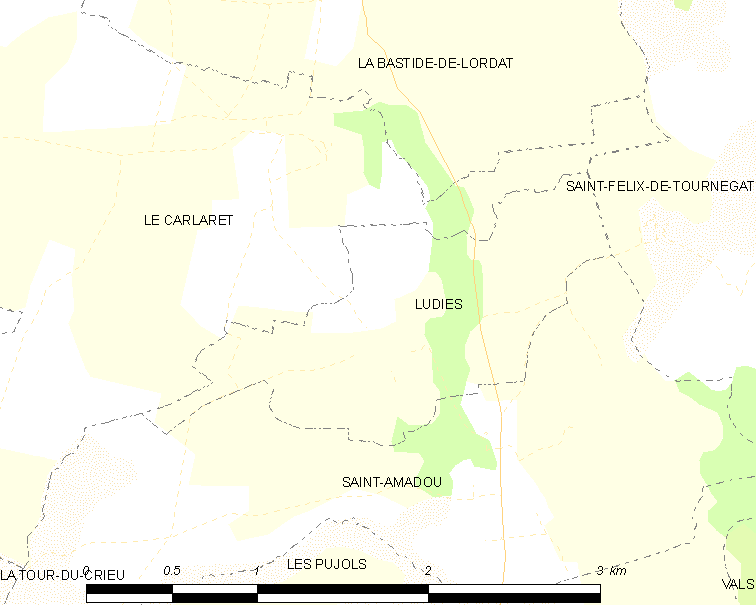
吕迪耶斯的OSM定位图

吕迪耶斯的时区为UTC+01:00、UTC+02:00（夏令时）。

## 行政
吕迪耶斯的邮政编码为09100，INSEE市镇编码为09175。

## 政治
吕迪耶斯所属的省级选区为帕米耶第二县。

## 人口

1962-2008年间吕迪耶斯人口变化图示

吕迪耶斯于2022年1月1日时的人口数量为99人。